# Остров (Выбитское сельское поселение)
Остров — деревня в Солецком районе Новгородской области.

## География
Находится в западной части Новгородской области на расстоянии приблизительно 6 км на юг по прямой от районного центра города Сольцы.

## История
На карте 1847 года уже была обозначена. В 1909 году здесь (деревня Старорусского уезда Новгородской губернии) было учтено 43 двора. До 2020 года входила в состав Выбитского сельского поселения.

## Население
Численность населения: 309 человек (1909 год), 11 (русские 100 %) в 2002 году, 3 в 2010.